# Sekai Project
 (janvier 2023).
Sekai Project est un éditeur de jeux vidéo américain. Sekai Project est connu pour ses traductions de visual novels japonais en anglais, également dans une moindre mesure pour avoir publié des mangas et d'autres jeux vidéo non liés au genre du visual novel.

## Historique de l'entreprise
Sekai Project est né en 2007 en tant que groupe de traduction amatrice traduisant le visual novel School Days. Plus tard, ils se sont associés à l'éditeur JAST USA, transformant leur traduction amatrice en la version anglaise officielle du jeu,. Sekai Project a commencé à publier des jeux sur Steam en 2014 ; leur premier titre était World End Economica episode.01, sorti en juin. Sekai Project a utilisé la plateforme de financement participatif Kickstarter pour financer nombre de leurs projets. En novembre 2014, ils ont lancé une campagne Kickstarter pour financer une sortie en anglais du visual novel Clannad. La campagne a dépassé son objectif de 140 000 dollars USD et a fini par collecter plus de 500 000 dollars USD. En juillet 2015, Sekai Project a annoncé qu'ils localiseraient des mangas en plus des jeux vidéo, à commencer par le manga Gate.
Puisque Steam n'autorisait à l'époque généralement pas la vente de jeux pour adultes sur leur plate-forme, Sekai Project publie ses titres pour adultes via la société partenaire Denpasoft. Pour des titres comme Le Fruit de la Grisaia, une version tout âge est disponible sur Steam, tandis que la version adulte est vendue directement via le site Web de Denpasoft.
En 2017, la société s'est associée à Humble Bundle, un magasin en ligne où les jeux sont vendus en fonction de ce que les autres utilisateurs ont payé pour eux. Les utilisateurs ont également pu reverser une partie de leur paiement à l'association caritative de leur choix comme d'habitude sur Humble Bundle.
En juin 2018, Sekai Project a fourni une version censurée du jeu pour adultes de Maitetsu à Fakku, contrairement à ce que Sekai Project leur avait promis à Fakku ainsi qu'à leurs clients.
En août 2018, Sekai Project a licencié une partie ou la totalité de son personnel permanent dans son bureau de Los Angeles,. Dans une déclaration à la presse, ils ont déclaré que la plupart des employés licenciés étaient du marketing, mais l'un de leurs employés a posté sur Twitter un message affirmant que tous les employés du bureau de Los Angeles avaient été licenciés. La plupart des travaux de traduction et de programmation de l'entreprise sont des travaux d'indépendants effectués à distance. Cela a continué depuis les licenciements.

## Travaux

### Jeux publiés
| Titre                                                 | Développeur                      | Date de sortie    | Réf    |
| ----------------------------------------------------- | -------------------------------- | ----------------- | ------ |
| World End Economica episode.01                        | Spicy Tails                      | 17 juin 2014      | [ 13 ] |
| Sunrider: Mask of Arcadius                            | Love in Space                    | 9 juillet 2014    | [ 14 ] |
| Sakura Spirit                                         | Winged Cloud                     | 9 juillet 2014    | [ 15 ] |
| Planetarian: The Reverie of a Little Planet           | Key                              | 12 septembre 2014 | [ 16 ] |
| Rising Angels: Reborn                                 | IDHAS Studios                    | 12 septembre 2014 | [ 17 ] |
| Pyrite Heart                                          | Winged Cloud                     | 25 septembre 2014 | [ 18 ] |
| Fault Milestone One                                   | Alice in Dissonance              | 15 décembre 2014  | [ 19 ] |
| Nekopara Vol. 1                                       | Neko Works                       | 29 décembre 2014  | [ 20 ] |
| Sakura Angels                                         | Winged Cloud                     | 16 janvier 2015   | [ 21 ] |
| The Way We All Go                                     | ebi-hime                         | 24 mars 2015      | [ 22 ] |
| Sunrider Academy                                      | Love in Space                    | 15 avril 2015     | [ 23 ] |
| Narcissu 1st & 2nd                                    | stage-nana                       | 24 avril 2015     | [ 24 ] |
| The Reject Demon: Toko Chapter 0 — Prelude            | Lupiesoft                        | 8 mai 2015        | [ 25 ] |
| Love at First Sight                                   | Creepy Cute                      | 18 mai 2015       | [ 26 ] |
| Tobari and the Night of the Curious Moon              | Desunoya                         | 26 mai 2015       | [ 27 ] |
| Sakura Fantasy Chapter 1                              | Winged Cloud                     | 29 mai 2015       | [ 28 ] |
| Le Fruit de la Grisaia                                | Front Wing                       | 29 mai 2015       | [ 29 ] |
| Raiders Sphere 4th                                    | Rectangle                        | 1er juin 2015     | [ 30 ] |
| Ame no Marginal                                       | stage-nana                       | 7 juillet 2015    | [ 31 ] |
| World End Economica episode.02                        | Spicy Tails                      | 21 juillet 2015   | [ 32 ] |
| Machina of the Planet Tree -Planet Ruler-             | Denneko Yuugi                    | 28 juillet 2015   | [ 33 ] |
| Idol Magical Girl Chiru Chiru Michiru Part 1          | Front Wing                       | 29 juillet 2015   | [ 34 ] |
| Idol Magical Girl Chiru Chiru Michiru Part 2          | Front Wing                       | 29 juillet 2015   | [ 35 ] |
| Sakura Clicker                                        | Winged Cloud                     | 29 juillet 2015   | [ 36 ] |
| Asphyxia                                              | ebi-hime                         | 4 août 2015       | [ 37 ] |
| Sakura Beach                                          | Winged Cloud                     | 14 août 2015      | [ 38 ] |
| Nekopara Vol. 0                                       | Neko Works                       | 17 août 2015      | [ 39 ] |
| Fault Milestone Two Side: Above                       | Alice in Dissonance              | 7 septembre 2015  | [ 40 ] |
| Sakura Swim Club                                      | Winged Cloud                     | 11 septembre 2015 | [ 41 ] |
| Sound of Drop: Fall Into Poison                       | aiueoKompany                     | 30 octobre 2015   | [ 42 ] |
| G-senjou no Maou - The Devil on G-String              | Akabeisoft2                      | 5 novembre 2015   | [ 43 ] |
| Sakura Beach 2                                        | Winged Cloud                     | 6 novembre 2015   | [ 44 ] |
| Written in the Sky                                    | Unwonted Studios                 | 9 novembre 2015   | [ 45 ] |
| Yohjo Simulator                                       | Deadfactory                      | 17 novembre 2015  | [ 46 ] |
| Clannad                                               | Key                              | 23 novembre 2015  | [ 47 ] |
| Reverse x Reverse                                     | Desunoya                         | 10 décembre 2015  | [ 48 ] |
| Was: The Hourglass of Lepidoptera                     | SRL                              | 15 décembre 2015  | [ 49 ] |
| Sakura Santa                                          | Winged Cloud                     | 21 décembre 2015  | [ 50 ] |
| Strawberry Vinegar                                    | ebi-hime                         | 5 janvier 2016    | [ 51 ] |
| The Sad Story of Emmeline Burns                       | ebi-hime                         | 5 janvier 2016    | [ 52 ] |
| No One But You                                        | Unwonted Studios                 | 19 janvier 2016   | [ 53 ] |
| Narcissu 10th Anniversary Anthology Project           | stage-nana                       | 27 janvier 2016   | [ 54 ] |
| Rabi-Ribi                                             | CreSpirit                        | 28 janvier 2016   | [ 55 ] |
| Nekopara Vol. 2                                       | Neko Works                       | 19 février 2016   | [ 56 ] |
| Atom Grrrl!!                                          | Cosmillica                       | 1er mars 2016     | [ 57 ] |
| Sunrider: Liberation Day                              | Love in Space                    | 4 mars 2016       | [ 58 ] |
| Rising Angels: Hope                                   | IDHAS Studios                    | 18 mars 2016      | [ 59 ] |
| Starlight Vega                                        | Razzart Visual                   | 14 avril 2016     | [ 60 ] |
| Lucid9: Inciting Incident                             | Fallen Snow Studios              | 14 avril 2016     | [ 61 ] |
| Root Double: Before Crime * After Days                | Regista, Yeti                    | 27 avril 2016     | [ 62 ] |
| Selenon Rising                                        | Fastermind Games                 | 29 avril 2016     | [ 63 ] |
| Resette's Prescription: Book of memory, Swaying scale | Liz-Arts                         | 30 mai 2016       | [ 64 ] |
| Nekopalive                                            | Neko Works                       | 31 mai 2016       | [ 65 ] |
| Clannad Side Stories                                  | Key                              | 2 juin 2016       | [ 66 ] |
| Sakura Dungeon                                        | Winged Cloud                     | 3 juin 2016       | [ 67 ] |
| Cherry Tree High Girls' Fight                         | 773                              | 13 juin 2016      | [ 68 ] |
| Highway Blossoms                                      | AlienWorks                       | 17 juin 2016      | [ 69 ] |
| The Orchard of Stray Sheep                            | Namaage                          | 20 juin 2016      | [ 70 ] |
| My Little Kitties                                     | Cosen                            | 21 juin 2016      | [ 71 ] |
| The Labyrinth of Grisaia                              | Front Wing                       | 22 juin 2016      | [ 72 ] |
| Karakara                                              | calme                            | 27 juin 2016      | [ 73 ] |
| Empty Horizons                                        | ebi-hime                         | 19 juillet 2016   | [ 74 ] |
| Just Deserts                                          | Vifth Floor                      | 25 juillet 2016   | [ 75 ] |
| Sakura Shrine Girls                                   | Winged Cloud                     | 26 août 2016      | [ 76 ] |
| This World Unknown                                    | ebi-hime                         | 2 septembre 2016  | [ 77 ] |
| Sakura Space                                          | Winged Cloud                     | 10 octobre 2016   | [ 78 ] |
| Catch Canvas                                          | Unwonted Studios, Razzart Visual | 14 octobre 2016   | [ 79 ] |
| Sakura Nova                                           | Winged Cloud                     | 20 octobre 2016   | [ 80 ] |
| Ne No Kami: The Two Princess Knights of Kyoto         | Kuro Irodoru Yomiji              | 26 octobre 2016   | [ 81 ] |
| Memory's Dogma CODE:01                                | Liz-Arts                         | 4 novembre 2016   | [ 82 ] |
| AL･FINE                                               | CrimsonRabbit                    | 11 novembre 2016  | [ 83 ] |
| A Magical High School Girl                            | illuCollab                       | 22 novembre 2016  | [ 84 ] |
| Love, Guitars, and the Nashville Skyline              | Cosmillica                       | 22 novembre 2016  | [ 85 ] |
| Magical x Spiral                                      | Broken Desk                      | 20 décembre 2016  | [ 86 ] |
| World End Economica episode.03                        | Spicy Tails                      | 21 décembre 2016  | [ 87 ] |
| Chrono Clock                                          | Purple software                  | 28 février 2017   | [ 88 ] |
| PacaPlus                                              | PacoProject                      | 30 mars 2017      | [ 89 ] |
| The Eden of Grisaia                                   | Front Wing                       | 28 avril 2017     | [ 90 ] |
| Hoshizora no Memoria                                  | Favorite                         | 18 décembre 2017  | [ 91 ] |
| Nekopara Vol. 3                                       | Neko Works                       | 26 mai 2017       | [ 92 ] |
| Mhakna Gramura and Fairy Bell                         | Alice in Dissonance              | 19 février 2018   | [ 93 ] |
| Kokonoe Kokoro                                        | Nostalgia                        | 2 mars 2018       | [ 94 ] |

### Jeux à venir[Quand?]
| Titre                                                                                       | Développeur         | Statut          | Réf     |
| ------------------------------------------------------------------------------------------- | ------------------- | --------------- | ------- |
| Dizzy Hearts                                                                                | Lupiesoft           | Bientôt annoncé | [ 95 ]  |
| Dracu-Riot                                                                                  | Yuzusoft            | Bientôt annoncé | [ 96 ]  |
| Eternal                                                                                     | Mawari Works        | Bientôt annoncé |         |
| Fault Milestone Two Side: Below                                                             | Alice in Dissonance | 2019            | [ 97 ]  |
| Fault - Silence the Pedant                                                                  | Alice in Dissonance | Bientôt annoncé |         |
| Island Diary                                                                                | Watakubi            | Bientôt annoncé |         |
| Koenchu! The Tale of the Voice Actress                                                      | Zero Zigen          | Bientôt annoncé | [ 98 ]  |
| Moonshot                                                                                    | Fastermind Games    | Bientôt annoncé | [ 99 ]  |
| Nanairo Reincarnation                                                                       | Silky Plus Alpha    | Bientôt annoncé |         |
| NarKarma EngineA                                                                            | Novectacle          | Bientôt annoncé |         |
| Ninja Girl and the Mysterious Army of Urban Legend Monsters ~Hunt of the Headless Horseman~ | code;jp             | Bientôt annoncé |         |
| November Boy                                                                                | Team ANAGO          | Bientôt annoncé | [ 100 ] |
| Rewrite+                                                                                    | Key                 | Bientôt annoncé |         |
| Rising Angels: Fates                                                                        | IDHAS Studios       | Bientôt annoncé |         |
| Sierra Ops                                                                                  | InnoMen Productions | Bientôt annoncé | [ 101 ] |
| Tenshin Ranman: Lucky or Unlucky!?                                                          | Yuzusoft            | Bientôt annoncé | [ 102 ] |
| The Human Reignition Project                                                                | Alienworks          | Bientôt annoncé | [ 103 ] |
| The Reject Demon: Toko Chapter 1                                                            | Lupiesoft           | Bientôt annoncé | [ 104 ] |
| Witch Boy Magical Piece                                                                     | Rosemary House      | Bientôt annoncé |         |

### Autres publications
| Titre                       | Format média     | Développeur     | Date de publication | Réf     |
| --------------------------- | ---------------- | --------------- | ------------------- | ------- |
| 2013 Moe Headphones Design  | Livre            | Joker lunatique | 2014                | [ 105 ] |
| Gate: Where The JSDF Fought | Manga            | AlphaPolis      | Décembre 2016       | [ 106 ] |
| Clannad Anthology           | Manga            |                 | Bientôt annoncé     | [ 107 ] |
| MikuMikuDance               | Logiciel gratuit | Yu Higuchi      | Bientôt annoncé     | [ 108 ] |
| Ne no Kami                  | Manga            | Fenrir Vier     | Bientôt annoncé     | [ 109 ] |